# Ludwig Feuerbach
Ludwig Andreas Feuerbach (Landshut, Alemania, 28 de julio de 1804-Rechenberg, Alemania, 13 de septiembre de 1872) fue un filósofo alemán, antropólogo, biólogo  y crítico de la religión. Es considerado el padre intelectual del humanismo ateo contemporáneo, también denominado ateísmo antropológico. Para él la inmortalidad es una creación humana y constituye el germen básico de la antropología de la religión.
El materialismo crítico de Feuerbach tendría un efecto profundo tanto en el pensamiento de Richard Wagner, Max Stirner y Bakunin como en las teorías de Marx y Engels y, en general, en todo el denominado materialismo histórico.

## Biografía
Ludwig Andreas Feuerbach nació en Landshut, Baviera, en 1804, hijo de Paul Johann Anselm von Feuerbach. Estudió teología en Heidelberg pero, decepcionado con sus maestros, se trasladó a Berlín. En esta misma ciudad fue discípulo de Hegel. Si bien al principio estuvo muy influenciado por él, rápidamente criticó la ideología de su maestro siguiendo dos ejes que fueron la base de su pensamiento: la concepción antropológica de toda religión y la crítica materialista de todo pensamiento especulativo. Feuerbach se presentó públicamente como oponente de Hegel en 1839, con su artículo "Para una crítica de la filosofía hegeliana" publicado en los Anales franco-alemanes.
Su carácter crítico sobre la religión no le permitió ejercer la docencia hasta la revolución de 1848, cuando, reclamado por sus alumnos de Heidelberg, profesó durante un semestre su teoría de la religión. 
Feuerbach se convirtió en el maestro del pensamiento de los jóvenes hegelianos. Sobre todo tuvo influencia en Marx y Engels, aunque estos, posteriormente, se deslindarían de su materialismo en obras como las Tesis sobre Feuerbach (1845) y La ideología alemana (1846).
Entre sus obras destacan Pensamientos sobre la muerte y la inmortalidad (1830), donde niega la existencia de Dios y de otra vida, Crítica de la filosofía de Hegel (1839), La esencia del cristianismo (1841) y Principios fundamentales de la filosofía del futuro (1843).
En 1870 se afilió al Partido Socialdemócrata de Alemania (SPD).
Murió en 1872 en Rechenberg, cerca de Núremberg (Alemania).

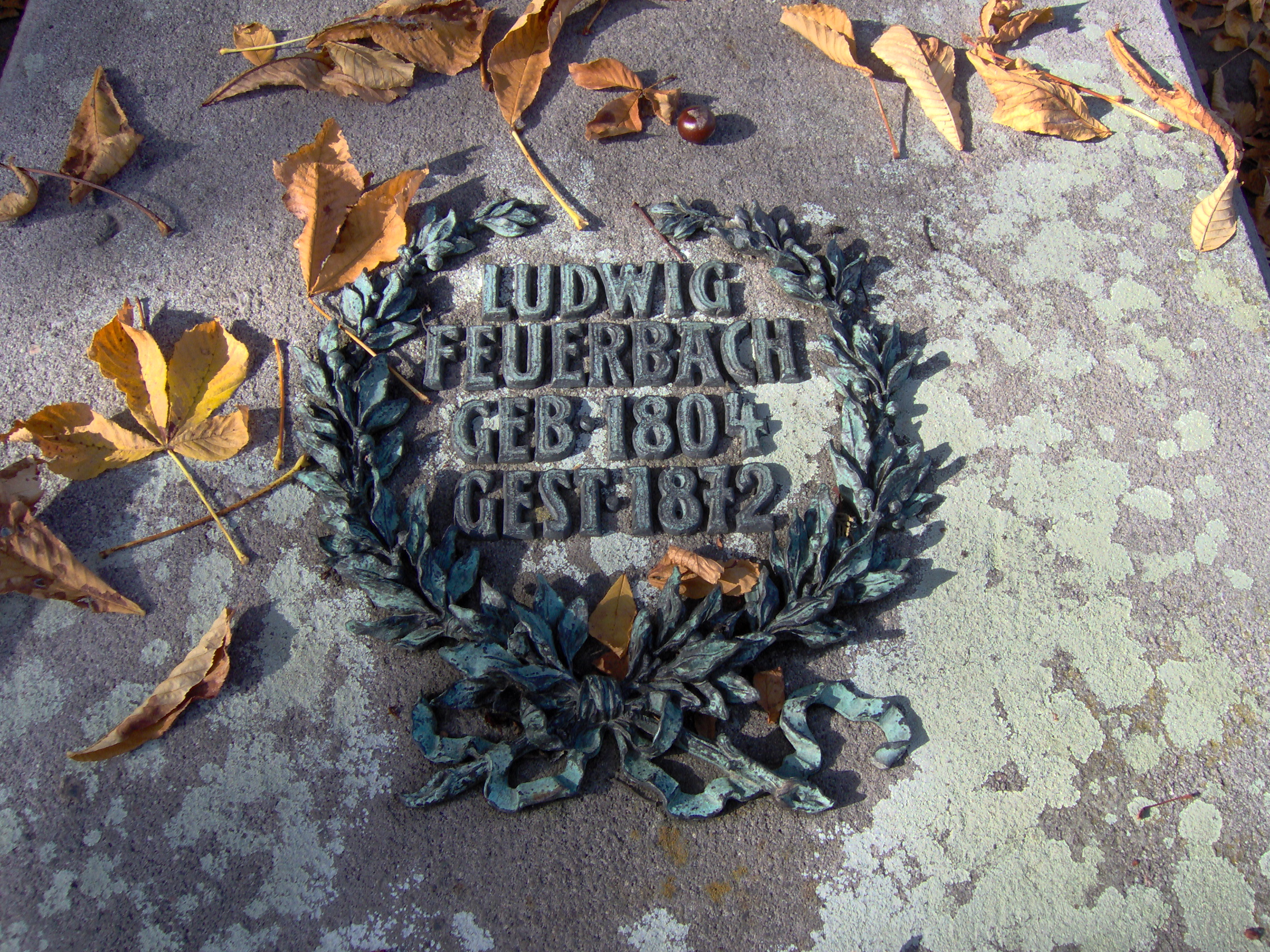
Tumba de Feuerbach en el Johannisfriedhof en Núremberg

Feuerbach fue hermano de Karl Wilhelm Feuerbach, Eduard Feuerbach, Friedrich Feuerbach y Joseph Anselm Feuerbach, el hijo de este último fue un pintor alemán.

## La teoría de la religión de Feuerbach

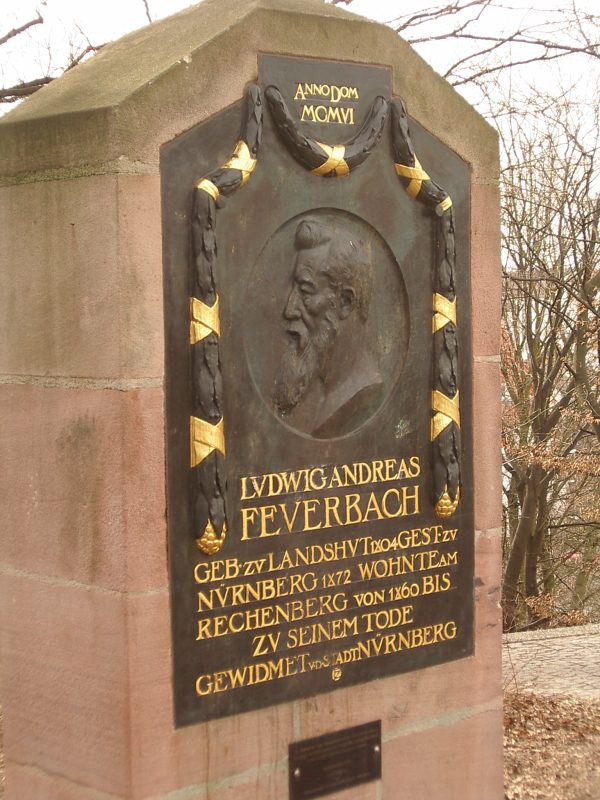
Monumento a Ludwig Feuerbach en Núremberg.

En el año 1841, Feuerbach publica La esencia del cristianismo, obra con la que su autor se convertirá en un referente para la izquierda hegeliana representada por el teólogo David Strauss, quien en su obra La vida de Jesús consideraba que los evangelios eran relatos míticos.
La filosofía de Feuerbach se inicia en discusión abierta con la teología. A diferencia de Hegel, entenderá que la filosofía es completamente independiente de la religión; la filosofía tiene como tarea criticar la religión y no fundamentarla. En el centro y como eje de su pensamiento instala al ser humano y por lo tanto a la antropología. Es heredero de la tradición humanista. Revitalizando y ampliando el pensamiento de Jenófanes, sostiene Feuerbach que los anhelos y las pretensiones e ideas religiosas son una característica específica del ser humano, por lo que la religión quedaría inscrita en la antropología, la cual debe explicarla.
Sus concepciones fundamentales en términos de crítica a la religión, pueden ser reducidas a estas fórmulas: 

La religión es la reflexión, el reflejo de la esencia humana en sí misma.

... . Dios es para el hombre el contenido de sus sensaciones e ideas más sublimes, es su libro genérico, en el cual escribe los nombres de sus seres más queridos.

La evolución del pensamiento de Feuerbach queda evidenciada en la frase siguiente: 

Mi primer pensamiento fue Dios, el segundo fue la razón y el tercero y último, el hombre.

Para Feuerbach el hombre ha realizado el mismo camino: primero creó a Dios y más tarde entendió que su conocimiento no era nada más que un peldaño en el propio conocimiento del hombre. 
Feuerbach, al considerar a Dios una creación humana, niega su existencia de la manera en la que lo concibe la teología cristiana. También negaba el idealismo, que pretende reemplazar al hombre corporal y sensible por el espíritu y la razón.
Para Feuerbach, por tanto, no es Dios quien ha creado al hombre a su imagen sino, a la inversa, el hombre quien ha creado a Dios, proyectando en él su imagen idealizada. El hombre atribuye a Dios sus cualidades y refleja en él sus deseos no realizados. Así, enajenándose, da origen a su divinidad. Pero, ¿por qué lo hace? El origen de esta enajenación se encuentra en el hombre mismo. Aquello que el hombre necesita y desea, pero que no puede lograr inmediatamente, lo  proyecta en Dios. La palabra Dios tiene peso, seriedad y sentido inmanente en boca de la necesidad, la miseria y la privación. Contra lo que pudiera creerse, los dioses no han sido inventados por los gobernantes o los sacerdotes, que se valen de ellos, sino por los hombres que sufren. Dios es el eco de nuestro grito de dolor. 
Feuerbach califica de giro decisivo de la historia al hecho de que el hombre reconozca abiertamente que la conciencia de Dios no es más que la conciencia de la especie. Homo homini deus est (el hombre es dios para el hombre).
Cuanto más engrandece el hombre a Dios, más se empobrece a sí mismo. El hombre proyecta en un ser ideal (irreal) sus cualidades, negándoselas a sí mismo. De este modo, reserva para sí lo que en él hay de más bajo y se considera nada frente al Dios que ha creado.

## Concepto de enajenación (alienación)
De su crítica a la religión se desprende el concepto de alienación o enajenación, tal vez el más influyente de su obra. Él parte de una inversión de los términos: el sujeto por el predicado. Dios no crea al hombre, el hombre crea a Dios proyectándose y proyectando sus mejores atributos en él. Es, entonces, simplemente un producto del hombre. Pero este producto se vuelve ajeno a su productor y lo domina. Las propiedades del hombre se enajenan en Dios, el objeto aparece con vida propia y domina al sujeto. Para Feuerbach, esta enajenación estaba en la conciencia humana, y un simple acto de la misma podía resolverla.
Karl Marx retoma este concepto y lo amplía en sus Manuscritos económicos y filosóficos de 1844. Para él, la enajenación humana no se encuentra solamente en el plano de la conciencia, sino en el plano real. Ahora el hombre se enajena en el trabajo, y para resolver esta enajenación se necesitan acciones prácticas, una filosofía de la praxis.

## Recapitulación ampliada
Mientras se consideró discípulo de Hegel, aplicó con firmeza la defensa de su filosofía. En 1835, habiendo muerto su maestro en la epidemia de cólera, cuatro años antes, hizo una ardiente defensa de la posición de Hegel, ante el ataque de uno de sus críticos.
En 1839, iniciaría el mismo Feuerbach la actitud crítica contra el autor de la "Fenomenología del espíritu". Y desde la publicación en 1841 de "La esencia del cristianismo", su posición sería englobada en la de los hegelianos de izquierda. Eran discípulos directos o indirectos que criticaban ideas como la convicción hegeliana de la unidad entre la religión cristiana producto de la revelación y de la filosofía.

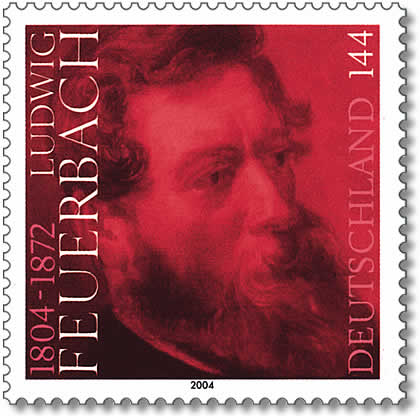
Estampilla conmemorativa de los 200 años del nacimiento

Los hegelianos antiguos o adeptos más ortodoxos realizaron un importante trabajo en el orden histórico, en especial, en el de la historia de la filosofía; los jóvenes hegelianos de izquierda dieron fuerza e impulso a una progresiva aplicación de la doctrina al orden político.
Sin estrictos compromisos cerradamente ideológicos, Feuerbach perseguía la "realización" de las ideas hegelianas. Feuerbach no quiere explicar de modo especulativo toda la realidad a partir de lo inmaterial, Dios o la Idea o el espíritu puro; aspira a comprender la situación concreta de los seres humanos y de la totalidad de las cosas de un modo sensualista. Da preeminencia a la percepción y los sentidos, sobre el pensamiento.

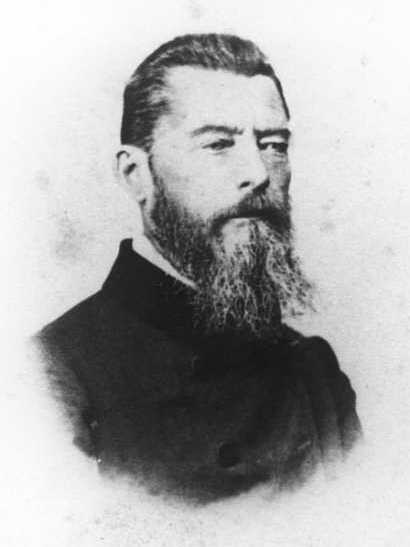
Fotografía de Ludwig Feuerbach

En su obra sobre la naturaleza del cristianismo, intenta mostrar verdades que a su juicio se hallan en la religión bajo presupuestos falsos. Dirá taxativamente: "El secreto de la teología es la antropología". La disciplina antropológica debe ser la negación de la filosofía idealista.
Es de aquí donde deriva el pensamiento esencial del filósofo. Las supuestas propiedades divinas son una proyección alienada de las propiedades humanas.

## LasTesis sobre Feuerbachde Karl Marx
En las Tesis sobre Feuerbach, Marx critica la visión exclusivamente teórica de Feuerbach. Marx hace recaer en el individuo la conciencia humana cuando ésta tiene un componente social que inevitablemente lleva a plantearse a qué responde y cómo funciona. Para Marx no bastaría la disolución de la religión, sino que:

Es en la práctica donde el hombre tiene que demostrar la verdad, es decir, la realidad y el poderío, la terrenalidad de su pensamiento. El litigio sobre la realidad o irrealidad de un pensamiento que se aísla de la práctica, es un problema puramente escolástico.

La coincidencia de la modificación de las circunstancias y de la actividad humana sólo puede concebirse y entenderse racionalmente como práctica revolucionaria.

## Feuerbach en la cultura popular
Las teorías de Feuerbach, especialmente su crítica de la religión, han tenido influencia en el mundo moderno, incluso en la cultura popular, y llegaron a alcanzar cierta difusión cuando en los años setenta se publicó el álbum Aqualung, del grupo de rock británico Jethro Tull, en el que, en su portada, se indicaba que "en el comienzo, el hombre creó a Dios y le dio poder sobre todas las cosas".

### Obras de Feuerbach
En alemán
- 1828 - De ratione una, universali, infinita. Ghent.
- 1830 - Gedanken über Tod und Unsterblichkeit (Anónimo)
- 1833 - Geschichte der Neuern Philosophie; von Bacon von Verulam bis Benedict SpinozaUniversity of Michigan.
- 1834 - Abälard und Heloise, oder Der Schriftsteller und der Mensch
- 1835 - Kritik des Anti-hegels 2nd edition, 1844. University of Michigan; University of Wisconsin.
- 1837 - Geschichte der Neuern Philosophie; Darstellung, Entwicklung und Kritik der Leibnitz'schen Philosophie University of Wisconsin
- 1838 - Pierre Bayle. University of California
- 1839 - Über Philosophie und Christenthum
- 1848 - Das Wesen des Christenthums', 2nd edition, 1848. NYPL.
- 1843 - Grundsätze der Philosophie der Zukunft Gallica
- 1843 - Vorläufige Thesen zur Reform der Philosophie
- 1844 - Das Wesen des Glaubens im Sinne Luther's Harvard.
- 1846 - Das Wesen der Religion, 2nd edition, 1849. Stanford.
- 1846 - Erläuterungen und Ergänzungen zum Wesen des Christenthums
- 1846-66- Ludwig Feuerbach's sämmtliche Werke
  - Vol. 1, 1846. Gallica; NYPL.
  - Vol. 2, 1846. Gallica.
  - Vol. 3, 1847. Gallica; NYPL. 1876, Oxford.
  - Vol. 4, 1847. Gallica; Oxford.
  - Vol. 5, 1848. Gallica; NYPL.
  - Vol. 6, 1848. Gallica; NYPL.
  - Vol. 7, 1849. Gallica; Oxford.
  - Vol. 8, 1851. Gallica; NYPL.
  - Vol. 9, 1857. Gallica; NYPL.
  - Vol. 10, 1866. Gallica; NYPL.
- 1874 - Ludwig Feuerbach in seinem Briefwechsel und Nachlass (1874). 2 volumes. Oxford. Vol. 1. NYPL. Vol. 2. NYPL.
- 1876 - Briefwechsel zwischen Ludwig Feuerbach und Christian Kapp (1876). Harvard; Oxford.

En español (incompleto)
- La esencia del cristianismo, José L. Iglesias (trad.), Manuel Cabada Castro (pról.), colección Clásicos de la Cultura, Madrid: Trotta, 1995, 2009. ISBN 978-84-9879-071-9
- La esencia del cristianismo, Franz Huber (trad.), Buenos Aires: Editorial Claridad, 1941.
- Textos escogidos, Eduardo Vásquez (trad.), Caracas: Universidad Central de Venezuela, 1964
- La esencia de la religión, Tomás Cuadrado Pescador (ed. y trad.), Madrid, Páginas de Espuma, 2005
- Escritos en torno a "la esencia del cristianismo, Luis Miguel Arroyo Arrayás, Tecnos, 2007
- Tesis provisionales para la reforma de la filosofía. Principios de la filosofía del futuro Eduardo Subirats Rüggeberg (ed.), Ediciones Folio, 2003
- Pensamientos sobre muerte e inmortalidad, José Luis García Rúa (trad. y estudio), Alianza, 1993
- Principios de la filosofía del futuro ; y otros escritos, José María Quintana Cabanas (trad., intr.), Barcelona, PPU, 1989
- Aportes para la crítica de Hegel, Alfredo Llanos (trad.), Buenos Aires, La Pléyade, 1974
- Abelardo y Heloísa y otros escritos de juventud, José Luis García Rúa (trad. y estudio), Granada, Editorial Comares, 1995
- La esencia de la religión (Lecciones), Sandra Giron (trad.), Buenos Aires, Prometeo Libros, 2009
- Filosofía moral [El eudemonismo], Leandro Sánchez Marín (trad. y pról.), Medellín, ennegativo ediciones, 2019. Filosofía moral [El eudemonismo]
- Cartas y polémicas filosóficas, Leandro Sánchez Marín, Pablo Uriel Rodríguez y Alejandro Peña Arroyave (trad.), Medellín, ennegativo ediciones, 2021.Cartas y polémicas filosóficas
- Espiritualismo y materialismo. Especialmente en relación con la libertad de la voluntad, Leandro Sánchez Marín (trad.), Medellín, ennegativo ediciones, 2021. Espiritualismo y materialismo
- Filosofía y cristianismo. En relación con el reproche de anticristianismo hecho a la filosofía hegeliana, Leandro Sánchez Marín (trad.), Medellín, ennegativo ediciones, 2021. Filosofía y cristianismo
- El hombre es lo que come. Leandro Sánchez Marín y Pablo Uriel Rodríguez (trad.), Medellín, ennegativo ediciones, 2022. El hombre es lo que come
- La cuestión de la inmortalidad desde el punto de vista de la antropología. Leandro Sánchez Marín (trad.), Medellín, ennegativo ediciones, 2023. La cuestión de la inmortalidad desde el punto de vista de la antropología

### Obras sobre Feuerbach
- Arroyo Arrayás, Luis Miguel. "Yo soy Lutero II": La presencia de Lutero en la obra de L. Feuerbach. Salamanca: Univ. Pontificia de Salamanca, 1991.
- Castilla y Cortázar, Blanca. La antropología de Feuerbach y sus claves. Madrid: EUNSA, 1991.
- Engels, Friedrich. Ludwig Feuerbach y el fin de la filosofía clásica alemana: y otros escritos sobre Feuerbach, Madrid, Fundación de estudios socialistas Federico Engels 2006
- Fabro, Cornelio. Ludwig Feuerbach: La esencia del cristianismo. Madrid: EMESA, 1977.
- Martínez Hidalgo, Francisco. L. A. Feuerbach filósofo moral. Murcia: Universidad de Murcia, 1997.
- Amengual, Gabriel. Crítica de la religión y antropología en Ludwig Feuerbach. La reducción antropológica de la teología. Barcelona: Editorial Laia, 1980.
- Ginzo, Arsenio. Ludwig Feuerbach. Madrid: Ediciones del orto, 1995.
- Cabada Castro, Manuel. El humanismo premarxista de Ludwig Feuerbach. Madrid: Biblioteca de Autores Cristianos, 1975.
- Schmidt, Alfred. Feuerbach o la sensualidad emancipada. Madrid: Taurus Ediciones, 1975.
- Dacuy, Maximiliano. Ludwig Feuerbach: límite y supresión de Dios. Buenos Aires: Teseo, 2021.

## Frases célebres
Se le atribuye la autoría de la frase: "El hombre es lo que come". (Sämtliche Werke X. Stuttgart: Frommann Verlag, 1960)" 